# Take a Little Ride
«Take a Little Ride» — песня американского кантри-певца Джейсона Алдина, вышедшая в качестве 1-го сингла с его пятого студийного альбома Night Train (2012). Песню написали Dylan Altman, Rodney Clawson и Jim McCormick, продюсером был Майкл Кнокс. Сингл достиг первого места в кантри-чарте Hot Country Songs (став для Джейсона Алдина его 8-м чарттоппером). К январю 2013 года было продано более 1 млн копий сингла.
Песня была сертифицирована в платиновом статусе RIAA и получила положительные отзывы музыкальной критики и интернет-изданий.

## Чарты
| Чарт (2012)                         | Высшая позиция |
| ----------------------------------- | -------------- |
| Канада (Billboard Canadian Hot 100) | 22             |
| США (Billboard Hot 100)             | 12             |
| США (Billboard Country Airplay)     | 1              |
| США (Billboard Hot Country Songs)   | 1              |

## Итоговые годовые чарты
| Чарт (2012)                  | Позиция |
| ---------------------------- | ------- |
| US Billboard Hot 100         | 88      |
| US Country Songs (Billboard) | 31      |

## Сертификации
| Регион | Сертификация | Продажи   |
| --- | ------------ | --------- |
| США (RIAA) | Платиновый   | 1 000 000 |
| * Данные о продажах приведены только на основе сертификации. ^ Данные о тиражах приведены только на основе сертификации. |              |           |